# Șoimărești, Neamț
Șoimărești este un sat în comuna Drăgănești din județul Neamț, Moldova, România.
Se situează pe malul drept al râului Moldova, la 15 km de orașul Târgu Neamț.
 Acest articol despre o localitate din județul Neamț este deocamdată un ciot. Puteți ajuta Wikipedia prin completarea lui.